# أنا الحقير 4
أنا الحقير 4 (بالإنجليزية: Despicable Me 4) هو فيلم رسوم متحركة كوميدي أمريكي لعام 2024 من إنتاج شركة يونيفرسال بيكتشرز وإليمونيشن، وتوزيع شركة يونيفرسال. إنه تتمة لـ أنا الحقير 3، والدفعة الرئيسية الرابعة، والدفعة الشاملة السادسة في سلسلة أنا الحقير.

## روابط خارجية
- أنا الحقير 4 على موقع IMDb (الإنجليزية)
- أنا الحقير 4 على موقع ميتاكريتيك (الإنجليزية)
- أنا الحقير 4 على موقع روتن توميتوز (الإنجليزية)
- أنا الحقير 4 على موقع ألو سيني (الفرنسية)
- أنا الحقير 4 على موقع فيلمافينيتي (الإسبانية)
- أنا الحقير 4 على موقع قاعدة بيانات الأفلام السويدية (السويدية)
- أنا الحقير 4 على موقع قاعدة بيانات الفيلم (الإنجليزية)
- أنا الحقير 4 على موقع ليتربوكسد (الإنجليزية)
- أنا الحقير 4 على موقع كينوبويسك (الروسية)